# Ochrophlegma pygmaea
Ochrophlegma pygmaea är en insektsart som först beskrevs av Karsch 1888.  Ochrophlegma pygmaea ingår i släktet Ochrophlegma och familjen Pyrgomorphidae. Inga underarter finns listade i Catalogue of Life.